# Epilohmannia inexpectata
Epilohmannia inexpectata är en kvalsterart som beskrevs av Schuster 1960. Epilohmannia inexpectata ingår i släktet Epilohmannia och familjen Epilohmanniidae. Inga underarter finns listade i Catalogue of Life.